# Carmen Aldunate
Carmen Zita Aldunate Salas (Viña del Mar, 10 de febrero de 1940) es una pintora y dibujante chilena, adscrita al denominado ilustratismo perfilista prerrenacentista y al movimiento neo figurativo latinoamericano.
Estudió en la Pontificia Universidad Católica de Chile y luego en la Universidad de Chile, para proseguir especializándose en la Universidad de California en Davis, Estados Unidos; durante sus años como estudiante, tuvo como profesores a Mario Carreño, Roser Bru, Nemesio Antúnez, Delia del Carril, Mario Toral y José Balmes, entre otros.
En su trabajo, la figura humana «tiene un papel protagónico en su trabajo que cobra un carácter narrativo de gran contenido psicológico» usando como elemento iconográfico a las mujeres, y más específicamente a sus rostros; su obra tiene un marcado acento en busca de poner «un mensaje feminista que denuncia con elegante sarcasmo y humor, la opresión y el sufrimiento psicológico del que por siglos, han sido víctimas las mujeres».
Su estilo pictórico es fruto de varias décadas de evoluciones. Comenzó con un estilo geométrico, influenciada por las tendencias del impresionismo abstracto de la época, sobre todo con tonos neutros. Ya al llegar a las década de los 70, Aldunate se va influenciando del movimiento hippie y del gusto por los colores fuertes, las formas psicodélicas y una incorporación progresiva de la figura humana, pero con un estilo menos naturalista que en su etapa más madura, si no que con un ánimo más experimental e irónico. Ya a finales de la década de los 70, Carmen Aldunate decide hacer un cambio decisivo en su propuesta pictórica, al abandonar la intensidad cromática y centrarse en una serie de obras en blanco y negro, donde destacara la técnica del dibujo. Aquí es donde ya comienza la arquetípica representación de la mujer, con aire de los retratos del primer renacimiento. Será a su vez un gran cambio en el carácter de las obras, pasando a una iconografía mucho más psicológica y personal, pero a la vez hermética. La mayoría de fondos en este periodo son blancos, de gran sencillez, y se repetirá el elemento de la soga sobre los personajes, haciendo alusión al dolor de la artista en ese momento, puesto que desde entonces su obra pasara a ser mucho más autobiográfica. Será luego, en la década de los 80, que la artista chilena llegará a su estilo más reconocible, los retratos de mujeres con esa influencia del renacimiento, con esas características miradas perdidas que cautivaron por su misterio y melancolía. Dejará de lados los fondos blancos para incluir colores planos, y hasta a veces algunos sencillos paisajes. Los trajes de los personajes también empezarán a adquirir mayor complejidad y colorido. Será entonces que llegara a su gran éxito en la crítica y en el ámbito comercial, volviéndose un icono reconocible dentro del panorama del coleccionismo del arte chileno. Ya en la década de los 90 continuará la estética neo renacentista que le había dado tanto reconocimiento, pero esta vez con un dominio técnico y una complejidad pictórica mayor. La artista comienza a realizar cuadros con muchos más personajes, telas con muchas más texturas y detalles, fondos de paisajes con grandes valles, o fondos de interiores con distintas ornamentaciones geométricas. Veremos a su vez una multiplicación de las telas que envuelven a sus arquetípicas mujeres, como también una gran cantidad de objetos que las rodean, jugando con simbolismos herméticos, y hasta referencias a la época contemporánea. Destacarán ambiciosos conjuntos de cuadros de gran formato, como la serie Pecados y virtudes del año 1993. En el siglo XXI la artista se enfrentará a la vejez y a problemas oculares que la verán obligada a paulatinamente trabajar cada vez con menores formatos, menos detalles y composiciones más simples, alejándose del gran detallismo de los años 90. Aun así no dejara de experimentar con nuevas temáticas, como la serie Covid, del año 2020, combinando sus arquetípicos retratos de perfil con metáforas sobre la enfermedad y el tiempo presente. A su vez continuará la creación de sus característicos retratos de mujeres, o como ella siempre les ha llamado "mis monas". Lamentablemente, es en el año 2024 que Carmen Aldunate decide retirarse de la pintura, sobre todo por problemas en la vista que le dificultan pintar con normalidad, por lo que realiza su última exposición, titulada Ocaso. En estos últimos cuadros la artista cierra su larga carrera con una propuesta formal oscura y personal, donde vuelve nuevamente a retratar a sus mujeres, pero esta vez con una pincelada mucho más suelta y unos rostros que se van desasiendo, metáfora del paso del tiempo y del final.
Ha participado en varias exposiciones individuales y colectivas durante su carrera, entre ellas la Muestra Internacional de Gráfica en el Museo de Arte Moderno de Nueva York (1977), el Latin American Drawings from the Barbara Duncan Collection en Austin (1988), Alternating Currents, Firstsite en The Minones Art Gallery en Essex (2003), la muestra denominada Arte Chileno Traspasando Fronteras en Croacia, Bucarest, Praga, Varsovia, Estambul y Budapest (2004), entre varias otras muestras grupales e individuales realizadas en Chile, Argentina, Estados Unidos, y Europa.